# No Man's Gold

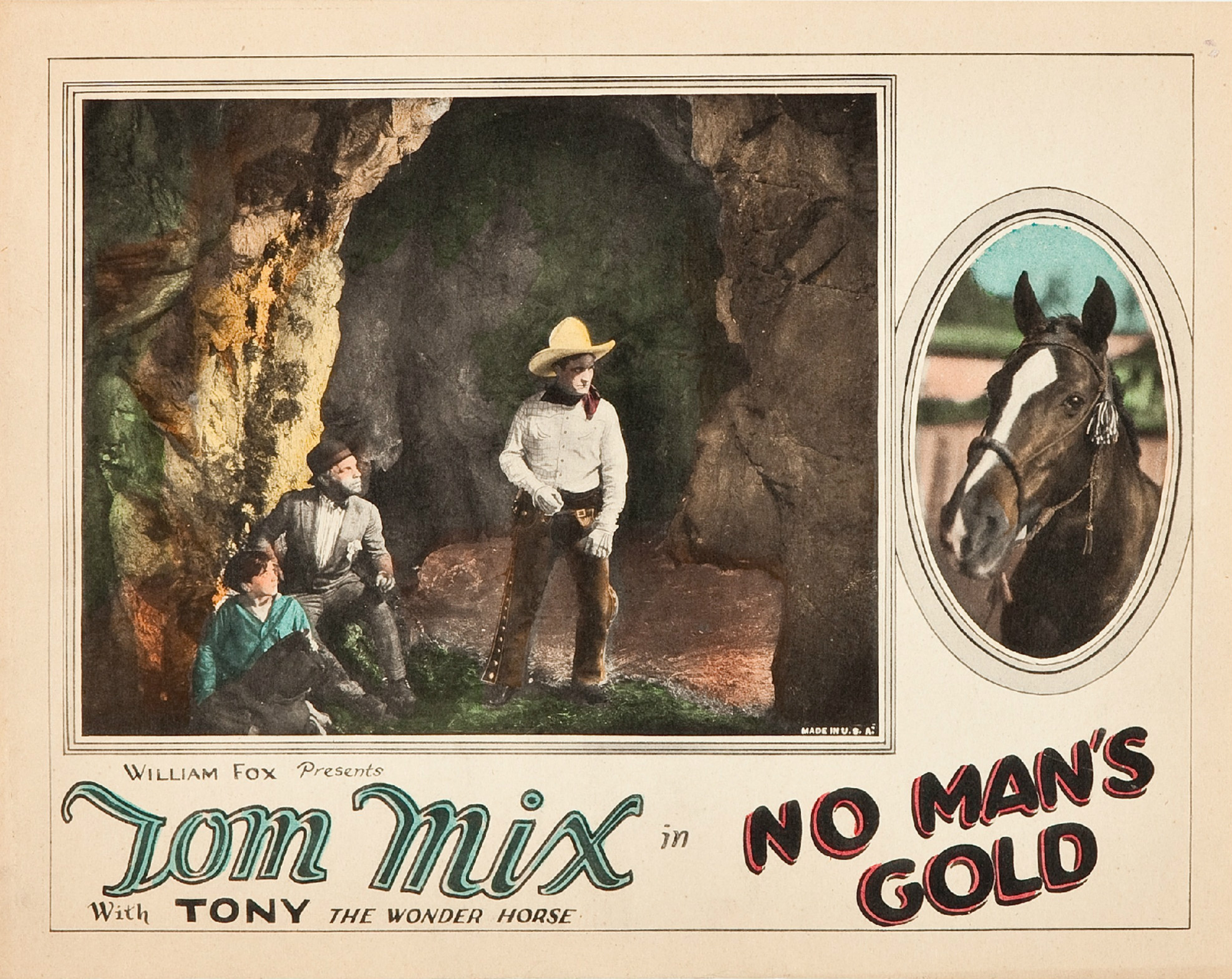
Cartaz de No Man's Gold.

No Man's Gold (Ouro Sem Dono, no Brasil) é um filme estadunidense de 1926 do gênero faroeste, dirigido por Lewis Seiler e estrelado por Tom Mix, Eva Novak, Frank Campeau, Mickey Moore, Malcolm Waite e Forrest Taylor. O filme foi lançado em 29 de agosto de 1926 pela Fox Film.

## Elenco
- Tom Mix ...Tom Stone
- Eva Novak ... Jane Rogers
- Frank Campeau ...Frank Healy
- Mickey Moore ...Jimmy Rogers
- Malcolm Waite ...Pete Krell
- Forrest Taylor ...Wat Lyman
- Harry Gripp ...Lefty Logan